# Стрельников, Валерий Александрович
Валерий Александрович Стрельников (род. 7 ноября 1946, Улан-Удэ) — советский боксёр, чемпион Вооружённых Сил СССР, чемпион и призёр чемпионатов СССР, мастер спорта СССР международного класса, Отличник просвещения СССР, Заслуженный работник физической культуры Российской Федерации. Участник чемпионата Европы по боксу 1971 года в Мадриде. Доктор педагогических наук, профессор. Судья международной категории. Лауреат премии 2008 года «Лучший научный работник Республики Бурятия в сфере физической культуры и спорта».

## Биография
Окончил Улан-Удэнский железнодорожный техникум. Работал помощником машиниста электровоза. Затем служил в армии. В 1972 году окончил Бурятский государственный педагогический институт имени Д. Банзарова (факультет физического воспитания). В 1976 году окончил Московский государственный институт физической культуры. В 1979 году в том же институте защитил диссертацию на соискание степени кандидат педагогических наук. С 1972 года работает в Бурятском государственном университете. В 1998 году защитил докторскую диссертацию.
Провёл 227 боёв, из них 32 в составе сборной СССР. Подготовил более 20 мастеров спорта. Был первым тренером в Бурятии, начавшим культивировать женский бокс. В 2010 году был включён в IV том энциклопедии Всероссийской академии естествознания «Выдающиеся учёные России». Академик Петровской академии наук и искусств. Автор 242 научных трудов, из которых 70 — монографии, учебники, учебные и учебно-методические пособия.

## Спортивные результаты
- Чемпионат СССР по боксу 1970 года — ;
- Чемпионат СССР по боксу 1971 года — ;
- Чемпионат СССР по боксу 1973 года — ;